# Converse (Teksas)
Converse – miasto w Stanach Zjednoczonych, w stanie Teksas, w hrabstwie Bexar, na przedmieściach San Antonio.
Zostało założone w 1877 r., a nazwa pochodzi od nazwiska jednego z urzędników firmy budującej pobliską linię kolejową – Jamesa Converse'a. Prawa miejskie uzyskało w 1961 roku.

## Demografia
Według przeprowadzonego przez United States Census Bureau spisu powszechnego w 2010 miasto liczyło 18 198 mieszkańców, co oznacza wzrost o 58,1% w porównaniu do roku 2000. Natomiast skład etniczny w mieście wyglądał następująco: Biali 61,8%, Afroamerykanie 21,1%, Azjaci 2,4%, pozostali 14,7%. Kobiety stanowiły 52,4% populacji.